# 空投

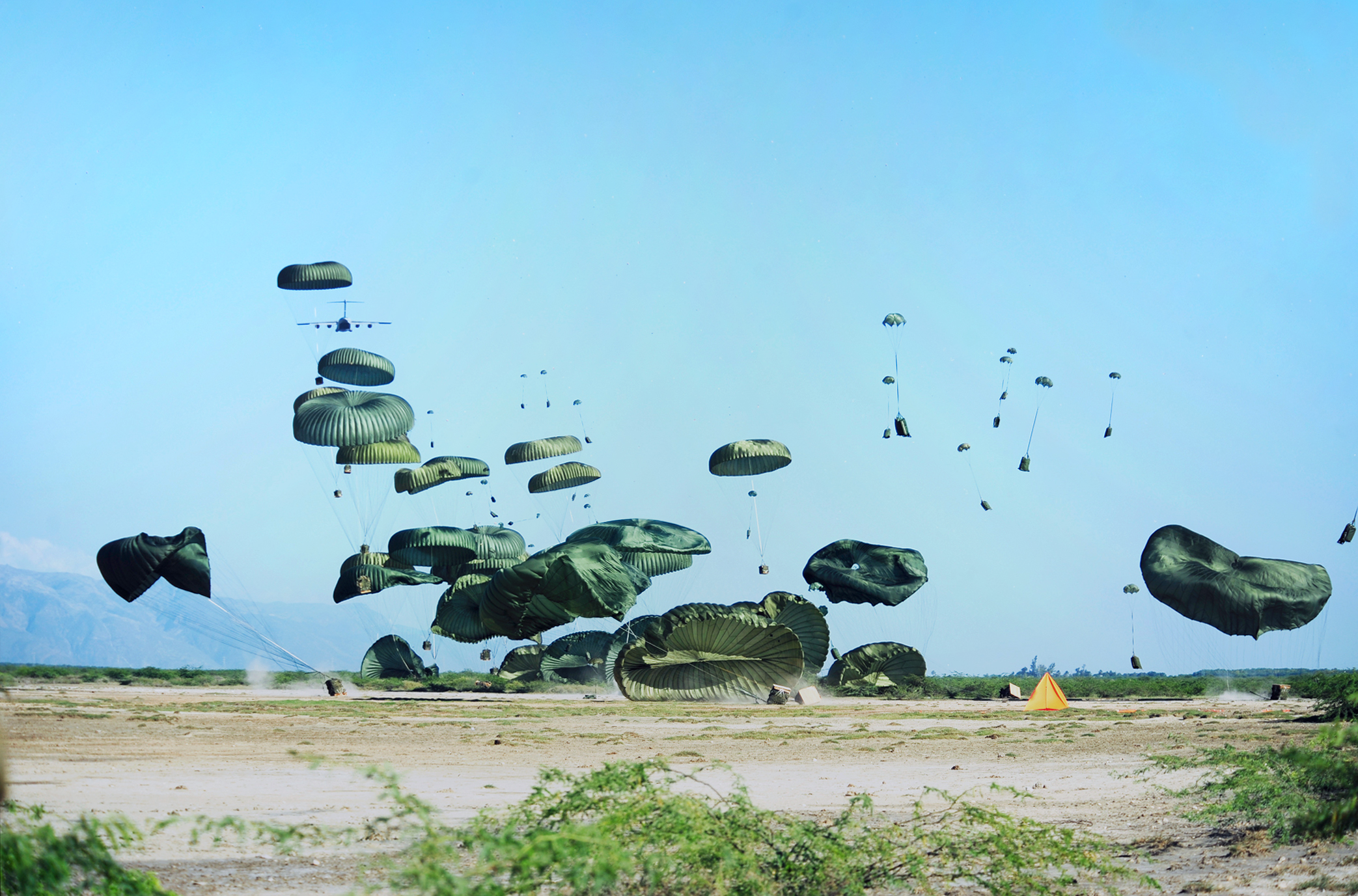
2010年 美國在海地的空投

空投是指戰爭以及自然災難期間，軍用以及民用飛機向特定區域或受災居民運送武器、設備、人道援助或彈藥等物資的方法，運送時飛機不需要降落至地面上。空投的歷史可以追溯至第二次世界大戰期間。

## 歷史
一開始人們直接從飛機上向地面投擲物資。後來人們在小箱子上綁上降落傘，然後再打開飛機貨艙門，將帶有降落傘的小箱子從艙門推出。

## 外部鏈接
- 47 Air Despatch Sqn RLC The British Army's only remaining unit specialising in airdrop.
- Airdrop of Supplies and Equipment: Rigging Loads for Special Operations Headquarters, Department of the Army, United States Marine Corps, Department of the Navy, Department of the Air Force.